# Love Songs Are Back Again
Love Songs Are Back Again is een nummer van de Nederlandse zanggroep Band of Gold uit 1984, afkomstig van hun album The Album.

## Achtergrondinformatie
"Love Songs Are Back Again" begint en eindigt met een door de band zelfgeschreven tekst. De rest van het nummer is een medley van allerlei soulballads, te weten:
1. "Let's Put It All Together" - The Stylistics
2. "Betcha By Golly, Wow" - The Stylistics
3. "Side Show" - The Stylistics
4. "Have You Seen Her" - The Chi-Lites
5. "You Make Me Feel Brand New - The Stylistics
6. "Kiss and Say Goodbye" - The Manhattans

## Hitlijsten
Het nummer werd een hit in Nederland, met een 12e positie in de Nederlandse Top 40. In de Vlaamse Radio 2 Top 30 bereikte de plaat de 18e positie. Ook buiten het Nederlandse taalgebied werden hitlijsten gehaald, wat zeker op dat moment uitzonderlijk was voor een Nederlandse band. In de Amerikaanse Billboard Hot 100 bereikte het nummer de 64e positie, in het Verenigd Koninkrijk haalde het een 24e notering, en in Ierland was de plaat goed voor een 19e positie.

## Tracklijst
- 7"

1. "Love Songs Are Back Again" – 4:20
2. "Love Songs Are Back Again" – 3:30